# Erythrus longipennis
Erythrus longipennis là một loài bọ cánh cứng trong họ Cerambycidae.